# Râmnicu Sărat
Râmnicu Sărat é uma cidade da Roménia, no judeţ (distrito) de Buzău com 38.805 habitantes.